# Reprezentacja Związku Radzieckiego U-21 w piłce nożnej mężczyzn
Reprezentacja Związku Radzieckiego U-21 w piłce nożnej – młodzieżowa reprezentacja Związku Radzieckiego sterowana przez Związek Piłki Nożnej ZSRR. Jej największym sukcesem jest mistrzostwo Europy młodzieży w 1976, 1980 i 1990 roku. Do 1976 w młodzieżowej reprezentacji mogli występować piłkarze do 23 lat. W grudniu 1991 została rozformowana w związku z rozpadem ZSRR.

## Sukcesy
- Mistrzostwa Europy U-23/U-21:
  - mistrz (3x): 1976, 1980, 1990
  - wicemistrz (1x): 1972

## Występy w ME U-23
- 1972: Wicemistrzostwo
- 1974: Półfinał
- 1976: Mistrz

## Występy w ME U-21
- 1978: Nie zakwalifikowała się
- 1980: Mistrz
- 1982: Półfinał
- 1984: Nie zakwalifikowała się
- 1986: Nie zakwalifikowała się
- 1988: Nie zakwalifikowała się
- 1990: Mistrz
- 1992: Nie zakwalifikowała się